# Monterrey Open 2015
Il Monterrey Open 2015, anche conosciuto come Abierto Monterrey Afirme per motivi di sponsorizzazione, è stato un torneo femminile di tennis giocato sul cemento. È stata la 7ª edizione del torneo, che fa parte della categoria International nell'ambito del WTA Tour 2015. Si è giocato al Club Sonoma di Monterrey in Messico, dal 28 febbraio all'8 marzo 2015.

## Partecipanti

### Teste di serie
| Nazionalità | Giocatrice               | Ranking* | Testa di serie |
| ----------- | ------------------------ | -------- | -------------- |
| Serbia      | Ana Ivanović             | 6        | 1              |
| Italia      | Sara Errani              | 12       | 2              |
| Francia     | Caroline Garcia          | 30       | 3              |
| Svizzera    | Timea Bacsinszky         | 37       | 4              |
| Russia      | Anastasija Pavljučenkova | 40       | 5              |
| Stati Uniti | Alison Riske             | 43       | 6              |
| Slovacchia  | Daniela Hantuchová       | 45       | 7              |
| Slovacchia  | Magdaléna Rybáriková     | 50       | 8              |

- Ranking al 23 febbraio 2015.

### Altre partecipanti
Le seguenti giocatrici hanno ricevuto una wild-card per il tabellone principale:
- Jovana Jakšić
- Ana Sofía Sánchez
- Francesca Schiavone

Le seguenti giocatrici sono entrati nel tabellone principale passando dalle qualificazioni:

- Urszula Radwańska
- Bethanie Mattek-Sands
- Nicole Vaidišová
- Tímea Babos

## Campionesse

### Singolare
Timea Bacsinszky ha sconfitto in finale  Caroline Garcia per 4–6, 6–2, 6–4.
- È il terzo titolo in carriera per la Bacsinszky, il secondo del 2015.

### Doppio
Gabriela Dabrowski /  Alicja Rosolska hanno sconfitto in finale  Anastasija Rodionova /  Arina Rodionova per 6-3, 2-6, [10-3].